# Mikroplastik

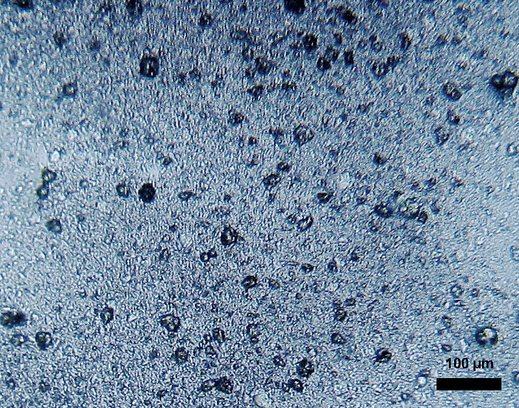
Cząsteczki mikroplastiku w paście do zębów

Mikroplastik – cząsteczki tworzyw sztucznych o średnicy mniejszej niż 5 mm. Mikroplastik powstaje w trakcie produkcji wielu produktów, między innymi opakowań do żywności, elektroniki, samochodów, zabawek, kart kredytowych, ubrań, brokatu, pasty do zębów, papierosów czy kremów z filtrem. Powstaje on również na skutek powolnej degeneracji tworzyw sztucznych, na przykład butelek PET. Pojęcie mikroplastik jest często używane w kontekście zagrożeń, jakie niesie on dla środowiska naturalnego (w tym kontekście można go zdefiniować jako odpad z tworzywa sztucznego o średnicy mniejszej niż 5 mm, który został uwolniony do środowiska lub znajduje się w organizmach żywych).

## Rodzaje

### Wtórny i pierwotny
Mikroplastik rozróżnia się na mikroplastik pierwotny i mikroplastik wtórny. Pierwotny to już wyprodukowane, przy produkcji chociażby kosmetyków czy ubrań, cząsteczki w małych rozmiarach. Mikroplastik wtórny powstaje w wyniku rozdrobnienia cząsteczek z większych produktów pochodzenia sztucznego, poprzez procesy chemiczne, fizyczne i biologiczne. Przykładem mikroplastiku wtórnego są fragmenty włókien syntetycznych odrywające się od  odzieży podczas prania. 

### Nanoplastik
W ciągu ostatnich lat naukowcy zaczęli coraz częściej używać terminu nanoplastik przy opisywaniu cząstek mniejszych niż kilka mikrometrów. Jedną z przyczyn popularyzacji terminu jest fakt, że nanoplastiki są zdecydowanie trudniejsze do odizolowania z otoczenia niż mikroplastiki. Zwraca się też uwagę na to, że – dzięki jeszcze mniejszemu rozmiarowi cząsteczki – istnieje ryzyko większej penetracji tkanek organizmów niż w przypadku mikroplastików. W 2022 po raz pierwszy wykryto obecność nanoplastików na obu biegunach Ziemi. 

## Występowanie i zagrożenia
Mikroplastik szczególnie zagraża organizmom żyjącym w morzach i oceanach. Jest zjadany przez żyjące tam zwierzęta i w ten sposób podróżuje w górę łańcucha pokarmowego. Do 2018 mikroplastik odnaleziono w ponad 114 gatunkach zwierząt wodnych. Cząsteczki mikroplastiku występują też w dużych ilościach na plażach, w piasku – na głębokości nawet kilkudziesięciu centymetrów. Naukowcy zaobserwowali również, że mikroplastik występuje nawet w Arktyce w badanym przez nich składzie pokrywy lodowej. Jak wynika z najnowszych badań, cząsteczki mikroplastiku są zagrożeniem nie tylko dla zwierząt żyjących w wodach. Przenoszone mogą być również przez owady, co oznacza, że mogą zalegać również w organizmach zwierząt żywiących się owadami. Zanieczyszczenie gleby mikroplastikiem może powodować zaburzenie jej funkcjonowania i negatywnie wpływać na funkcjonowanie np. dżdżownic czy skoczogonków. 
W 2018 roku na osobach z Wielkiej Brytanii, Finlandii, Włoch, Holandii, Polski, Rosji i Austrii zostało przeprowadzone badanie; w kale wszystkich uczestników badania natrafiono na mikroplastik. Badacze sugerują, że do ciał badanych przedostał się wraz z pożywieniem. We wcześniejszych badaniach udowodniono obecność mikroplastiku w wodzie z kranu, wodzie butelkowanej, rybach oraz piwie. Obecność tworzyw sztucznych w organizmach ludzi może mieć negatywny wpływ na ich zdrowie. Przykładowo uważa się, że Bisfenol A może zaburzać gospodarkę hormonalną.
Badania przeprowadzone w Niemczech w 2018 wykazały, że głównym źródłem zanieczyszczenia mikroplastikiem jest transport drogowy. Naukowcy szacują także, że za ok. 35% zanieczyszczenia mikroplastikiem w oceanach odpowiadają tekstylia.
W 2022 roku badacze z Wolnego Uniwersytetu w Amsterdamie wykryli obecność plastiku w 17 próbkach krwi z 22 badanych. Według autorów badania połowa badanych próbek krwi miała w sobie ślady plastiku typu PET, a druga połowa polistyrenu. Mikroplastik został również oznaczony w mleku matki, łożysku i kale niemowląt. Uważa się, że głównym źródłem zanieczyszczeń mikroplastikiem w przypadku matki to woda pitna i szczoteczka do zębów, a dla niemowląt butelki do karmienia i zabawki.
Podczas pandemii COVID-19 na szeroką skalę zaczęto stosować maseczki jednorazowe. Ze względu na to, bardzo duże ilości odpadów medycznych zostało uwolnionych do środowiska. Szacuje się, że podczas rozkładu maseczki uwalnia się od 183,00 ± 78,42 cząsteczek (w przypadku maseczek używanych) do 1246,62 ± 403,50 cząsteczek (w przypadku maseczki nieużywanej). W tego rodzaju zanieczyszczeniach dominują średniej wielkości włókna polipropylenu.